# Округ Бојд (Кентаки)
Округ Бојд (енгл. Boyd County) је округ у америчкој савезној држави Кентаки.

## Демографија
По попису из 2010. године број становника је 49.542, што је 210 (-0,4%) становника мање 2000. године.
| Група             | 2000.          | 2010.          |
| Белци             | 47.326 (95,1%) | 46.463 (93,8%) |
| Афроамериканци    | 1.267 (2,5%)   | 1.401 (2,8%)   |
| Азијати           | 148 (0,3%)     | 225 (0,5%)     |
| Хиспаноамериканци | 558 (1,1%)     | 714 (1,4%)     |
| Укупно            | 49.752         | 49.542         |